# 手締め

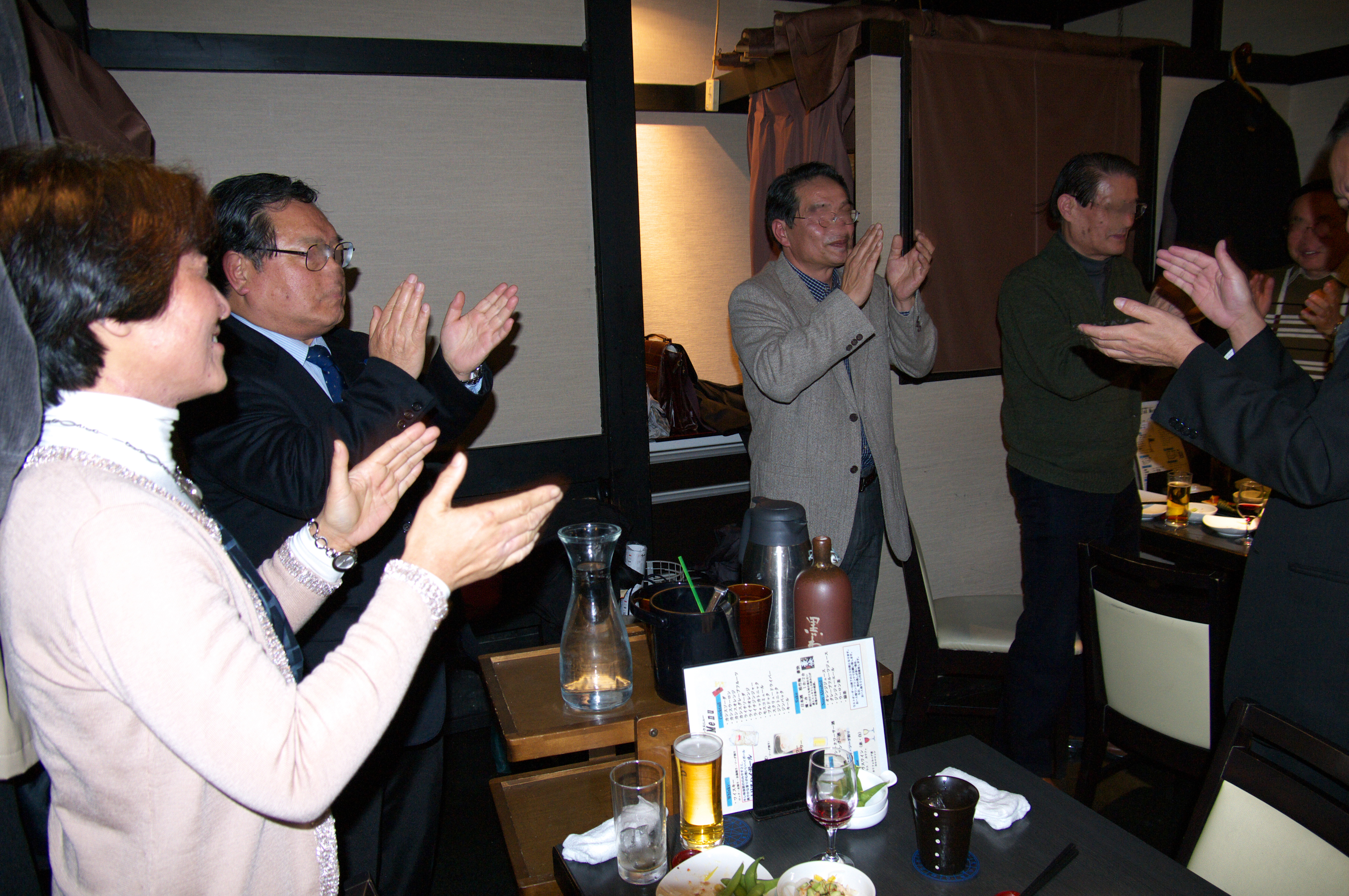
同窓会での三本締め

手締め（てじめ）とは日本の風習の一つで物事が無事に終わったことを祝って、その関係者が掛け声とともにリズムを合わせて打つ手拍子である。手打ちともいう。祭りや冠婚葬祭などの式典、商談や株主総会などの終わりに行われる。
祝いの席で使われる最も一般的な手締めに『一本締め』（3回・3回・3回・1回）がある。
手締めの音は「シャンシャン」と表現される。特に質疑応答もなく短時間で終了する株主総会は、参加者は手締めしかしないということで「シャンシャン総会」と揶揄される。

## 概要
「手打ちによって締める」が語源である。なお、関西では「手締め」のことを「手打ち」と表現する。
手締めの主旨は、行事を取り仕切った者が行事が無事に終了したことを協力者に感謝することである。そのため来賓の場合、仮に音頭を取ることを依頼されたとしても断ることが筋である。
一般的には『一本締め』（3回・3回・3回・1回）を行うが、状況に応じて使い分ける場合がある。『一丁締め』（1回）は、個室や狭い飲みの場など、うるさく出来ない場や参加者の中に不幸がある際に粛々と行う手締め。大々的な祝いの席や大変喜ばしい会では『三本締め』（一本締めを3回）が執り行われる。
手締めの使い分けは社会人として要求されるマナーであり、特に『一本締め』と『一丁締め』は誤用が多いため、注意が必要である（テレビコマーシャルやドラマなどでも誤用の例あり）。
手締めは地方により、そのリズムや回数、掛け声が異なる。現在全国的に主流の「江戸締め」が最も基本的な手締めの形態である。「大阪締め」などのローカルな手締めも存在する。

## 代表的な手締め
各地域に存在するローカルな手締めに対しての別名で江戸締めとも呼ばれ、一本締めと三本締めがある。拍数の「3回・3回・3回・1回」は3回の拍が3回で九になり、もう1回手を打つと九に点が打たれて「丸」になり「丸く納まる」の意味になり縁起の良いことから当時の江戸っ子に好まれたと言われている。また、はじめと間に「イヨー」「ヨッ」「もう一丁」などと掛け声をかけ最後に拍手する。「イヨー」は「祝おう」が転じたものとされる。
手を1回だけ打つ一丁締めは関東一本締めという別名も存在する（本来の一本締めではなく誤用の為注意）。近畿地方、特に大阪締めを行わない京都などにおいて一丁締めはほぼ見られず、三本締めが手締めとして最もよく行われる。
2015年発売の嵐のアルバム『Japonism』のよいとこ盤収録のアラジャポトーク、2016年発売シングル「Power of the Paradise」の通常盤に収録されているシークレットトークの締めが「一本・一丁締め問題」になっている。メンバーの松本潤が以前、一本締めを手打ちで一回だけしたところ「間違えてるぞ」と怒られた経験があり、それは一丁締めだと学び、他のメンバーや世間の一本締めの認識の違いについて注意している。

### 一本締め
3回・3回・3回・1回手を打つ。
- 一般的な流れ
  1. 「お手を拝借」
  2. 「イヨーオ」 タンタンタン タンタンタン タンタンタン タン
  3. 「ありがとうございました」パチパチパチ…（拍手）

### 三本締め
一本締めを3回行う。
- 一般的な流れ
  1. 「お手を拝借」
  2. 「イヨーオ」 タンタンタン タンタンタン タンタンタン タン
  3. 「イヨー」 タンタンタン タンタンタン タンタンタン タン
  4. 「もう一丁」 タンタンタン タンタンタン タンタンタン タン
  5. 「ありがとうございました」パチパチパチ…（拍手）

### 一丁締め
一本締めの変形として1回だけ手を打つ一丁締めもある。
- 一般的な流れ
  1. 「お手を拝借」
  2. 「イヨーオ」 タン
  3. 「ありがとうございました」（拍手をしない）

### 一つ目上がり
打ち鳴らす指の本数を増やしながら一本締めを5回行う。はじめは人差し指、中指、薬指、小指、親指（掌）と指を足しながら、音が大きくなっていくのを愉しむ。末広がりで縁起が良いとされる。「上り（のぼり）締め」とも。
- 一般的な流れ
  1. 「お手を拝借」
  2. 「イヨーオ」 タンタンタン タンタンタン タンタンタン タン（人差し指のみで）
  3. 「ハイッ」「ヨッ」 タンタンタン タンタンタン タンタンタン タン（2本指で）
  4. 「ハイッ」「ヨッ」 タンタンタン タンタンタン タンタンタン タン（3本指で）
  5. 「ハイッ」「ヨッ」 タンタンタン タンタンタン タンタンタン タン（4本指で）
  6. 「ハイッ」「ヨッ」 タンタンタン タンタンタン タンタンタン タン（手全体で）
  7. 「ありがとうございました」パチパチパチ…（拍手）

## 各地の手締め
西日本では大阪締めが広く行われるほか、各地に独自の手締めが行われている。

### 大阪締め
大阪締めは大阪を中心に行われている手締めである。大阪では「手打ち」という。
- 一般的な流れ
  1. 「打ーちまひょ（打ーちましょっ）」 パンパン
  2. 「もひとつせ」 パンパン
  3. 「祝うて三度」 パパン パン（天満・船場周辺）、パン パン パン（生玉神社周辺）、パンパン パン（平野郷）
  4. 「おめでとうございますー」パチパチパチ…（拍手）

言葉は地域、行事によって多少異なる（例：飛田新地 「打ーちましょ、たーんと、めでたいな、祝いましょ」）。

### 博多手一本
福岡県福岡市の博多では、博多手一本と呼ばれる独自の手締めが行われる。「博多一本締め」ともいう。博多祇園山笠で行われるほか、福岡証券取引所の大発会・大納会、公私の式典、商談の成立などで行われる。手一本には、後日異議を唱えないという含意がある。
- 一般的な流れ
  1. 「よー」 シャン シャン
  2. 「まひとつしょ」 シャン シャン
  3. 「祝うて三度」 シャシャン シャン

「まひとつしょ」は「もひとつ」、「祝うて三度」は「よーてさんど」あるいは「よてさん」とも発音する。また、手一本を行うことを、「閉める」に通じる「締める」ではなく、「客を招き入れる」に通じる「入れる」と呼び、また入れた後に拍手をするのは無作法とされる。

### 伊達家戦勝三本締め
伊達政宗を始祖とする仙台伊達家の正式なる手締め。出陣式の流れを汲み「大殿の栄光、武門の誉れ、御家の存続、領国の繁栄」を願い、心をひとつに一致団結し戦に勝つことを誓い合う意味がある。
- 一般的な流れ
  1. 指揮役が戦勝の口上を述べる。
  2. 指揮役は手を叩きながら「えぇ〜い!」「えぇ〜い!」と腹から声を張り上げる。
  3. 一同も腹から声を出し「おぅ〜!」と叫びながら手を叩く。
  4. 2と3を声を段々と張り上げていきながら3回行う。

これは出陣に際し志気を鼓舞する「鬨を上げる」作法であり、「えい、えい」は「戦闘準備・覚悟は出来たか?」という「良いか、良いか」の意、「おぅー」は「準備万端」「覚悟は出来ているぞ!」「いざ出陣!」という、「おう良いぞ」の意となる。

### 伊達の一本締め
伊達政宗ゆかりの手締めも存在する。
この手締めは三国一の武将たらんとする政宗の夢の実現の祈願を込め、「三国一」の「三」と「一」を掛けたものであり、家臣団の間でいつからか会席においてこの手締めが行われるようになった。
政宗の長女・五郎八姫の婚礼や、慶長18年（1613年）の支倉常長をはじめとする慶長遣欧使節の出帆のときもこの手締めが行われたといわれている。
江戸時代以降はそのいわれから幕府に遠慮して公には行われなくなり、宮城県松島町の円通院に代々伝承された。
- 一般的な流れ
  1. 「よー」 パパパン
  2. 「よー」 パン

### 関東一部地域
関東地方西部の東京都西多摩地方から埼玉県西部（旧入間郡・旧秩父郡・旧比企郡・旧児玉郡等）、群馬県西部（旧多野郡・旧甘楽郡）の地域にかけても独自の手締めが行われる。
- その1
  1. ンタンタン タッタッタン タン
  2. ンタンタン タッタッタン タン
  3. ンタンタン タッタッタン タン
- その2
  1. ンタンタン タッタッタン タン タン
  2. ンタンタン タッタッタン タン タン
  3. ンタンタン タッタッタン タン タン
- その3（武州川越締め）
  1. タンタンタン タンタンタン タン
- その4（秩父締め）
  1. シャンシャンシャン シャシャシャン シャン

### 名古屋ナモ締め
「なも」は名古屋言葉（名古屋弁）特有の敬語表現で言葉の終わりに付ける丁寧語。名古屋ナモ締めは、この「なも」を掛け声に取り入れた、名古屋ならではのお祝い事や行事などの事始めや締めくくりをする時に行う「手締め」。今後何百年も続く地域文化の象徴となるようにと平成26年（2014年）、新たに考案された。原案は西川右近、作曲家・三枝成彰がアレンジをした。
- 一般的な流れ
  1. 口上（○○の幸せ みんなで願う みんなの幸せ あなたが願う） ハァ※自由にアレンジ
  2. ナモ ナモ ナモ
  3. ナモ ナモ ナモ
  4. ナモ ナモ
  5. ナモ ナモ ナモ

「ナモ」は手拍子と同時に発声する。

### その他
さらに数多くのローカル手締め、アイドル単体・グループが独自に使用する手締めも存在する。